# Blandingsprodukt (smør)
 For alternative betydninger, se Blandingsprodukt. (Se også artikler, som begynder med Blandingsprodukt)
Et blandingsprodukt er et mejeriprodukt, hvis hovedbestanddel er animalsk fedtstof (smør/mælkefedt), tilsat vegetabilsk fedstof (planteolie) med et lavere smeltepunkt. Det gør produktet mere smørbart.
Som hovedregel består blandingsproduktet af 80 procent smør og 20 procent planteolie som rapsolie, sojaolie eller palmeolie. Da disse olier indeholder flerumættede fedtsyrer, er der i blandingsprodukterne lidt mindre mættet fedt end i smør.
Blandingsprodukter er siden lanceringen blevet populært, selv om prisen næsten er den samme som på smør. I madlavningen er smør at foretrække.

## Eksempler på blandingsprodukter
- Lurpak Spreadable
- Kærgården produceret af Arla Foods.
- Bakkedal fra Dragsbæk Margarine.
- Smørbart fra SuperBest
- Tusindfryd produceret af Arla Foods.

| Mad og drikke | Spire Denne artikel om mad og drikke er en spire som bør udbygges. Du er velkommen til at hjælpe Wikipedia ved at udvide den. |